# Elisa Garrido Moreno
Elisa Garrido Moreno es una investigadora y docente española especializada en las relaciones entre arte y ciencia.
Doctora en Historia y Teoría del Arte por la Universidad Autónoma de Madrid. Licenciada en Historia del Arte (Universidad de Valencia, 2009) y Comunicación Audiovisual (Universidad de Salamanca, 2012). Realizó su tesis doctoral en el Departamento de Historia de la Ciencia del Consejo Superior de Investigaciones Científicas sobre la intersección entre arte, ciencia y pintura de paisaje en la obra del viajero y naturalista Alexander von Humboldt.
Ha trabajado como investigadora contratada en la Universidad Carlos III de Madrid, investigadora del Programa Fulbright en el National Museum of Natural History de la Smithsonian Institution (Washington D. C., Estados Unidos) y como académica visitante en la Universidad de Oxford, donde llevó a cabo el proyecto de investigación Female Science and Visual Culture: Witches, Supporters and Heroines (financiado por Axudas de apoio á etapa de formación posdoutoral de la Xunta).
Es autora del libro Arte y ciencia en la pintura de paisaje: Alexander von Humboldt (Doce Calles, 2018) y de varias publicaciones relacionadas con la cultura visual a través de la historia de la ciencia y las prácticas visuales contemporáneas.
Es profesora de la Universidad Autónoma de Madrid. Lleva a cabo una labor dedicada a la divulgación científica sobre la unión arte-ciencia y el papel de las mujeres en la historia de la ciencia. Ha participado en la 3ª edición de #MujeresDivulgadoras: ciencia con voz de mujer  y es colaboradora habitual de Principia Magazine
.

## Publicaciones
GARRIDO, Elisa (2023) «A. K. Wollstonecraft: una ilustradora botánica del siglo XIX en la isla de Cuba. Principales datos biográficos y una aproximación a su obra Specimens of the plants and fruits of the Island of Cuba (1826)», Asclepio Revista de Historia de la Ciencia y la Medicina, 75 (1), https://doi.org/10.3989/asclepio.2023.09
GARRIDO, Elisa (2022) «Trementinaires: Gender, Collecting, and Subsistence in the Pyrenees», Journal for the History of Knowledge, 3 (1), 8, 1-13. DOI: https://doi.org/10.55283/jhk.11901
GARRIDO, Elisa (2022) «Arte, botánica y género: sobre el manuscrito extraviado de Nancy Anne Kingsbury Wollstonecraft», Feminismo/s, 40, 211-231. https://feminismos.ua.es/article/view/21756
GARRIDO, Elisa (2020) “El efecto Matilda en la galería. Mujeres en los museos de historia de la ciencia”. En J. Arnaldo et al. (eds.) Historia de los museos, historia de la museología. España, Portugal, América. Gijón: Ediciones Trea, pp. 382-389. ISBN 978-84-18105-34-0
GARRIDO, Elisa (2020) “La construcción artística del espacio indígena y los paisajes itinerantes”, Eviterna, 8, 71-87.
GARRIDO, Elisa (2018) Arte y Ciencia en la pintura de paisaje: Alexander von Humboldt. Madrid: Doce Calles. ISBN: 978-84-9744-241-1. https://www.academia.edu/62710967/GARRIDO_Elisa_2015_Arte_y_ciencia_en_la_pintura_de_paisaje_Alexander_von_Humboldt_Tesis_doctoral
GARRIDO, Elisa; López-Sánchez, José María López Sánchez; Puig-Samper, Miguel Ángel (2016) “Arte y ciencia en los viajes y expediciones de la Ilustración”, en Murga, Idoia (ed.) Arte en el Real Jardín Botánico. Patrimonio, Memoria y Creación, Madrid: Doce Calles.
GARRIDO, Elisa; Rebok, Sandra; Puig-Samper, Miguel Ángel (2016) “El arte al servicio de la ciencia: antecedentes artísticos para la impresión total del paisaje en Alexander von Humboldt”, Dynamis, 36 (2), 363-390.https://raco.cat/index.php/Dynamis/article/view/313561
GARRIDO, Elisa (2015) “Atlas Pittoresque: le regard européen sur l’Amérique chez Alexander von Humboldt”, Loxias, 6, 2-11.http://revel.unice.fr/symposia/actel/index.html?id=773
GARRIDO, Elisa (2015) “Arte, ciencia y cultura visual en el atlas pintoresco: Vista de la Plaza Mayor de México”, HiN – Humboldt im Netz. Internationale Zeitschrift für Humboldt-Studien, vol. XVI (30), 54-67. https://www.hin-online.de/index.php/hin/article/view/214
GARRIDO, Elisa (2013) “Terror y placer frente a la naturaleza: Alexander von Humboldt y lo sublime del arte y la ciencia”, en Naranjo, Consuelo (ed.) Imaginarios del Miedo. Berlín: Tranvia, pp. 153 – 158. https://www.researchgate.net/publication/261133392_Terror_y_placer_frente_a_la_naturaleza_Alexander_von_Humboldt_y_lo_sublime_del_arte_y_la_ciencia
GARRIDO, Elisa (2013) “Alexander von Humboldt and British artists: the Oriental Taste”, Culture & History, 2 (2), e026.https://cultureandhistory.revistas.csic.es/index.php/cultureandhistory/article/view/35